# Municipio de Oscar
El municipio de Oscar (en inglés: Oscar Township) es un municipio ubicado en el condado de Otter Tail en el estado estadounidense de Minnesota. En el año 2010 tenía una población de 207 habitantes y una densidad poblacional de 2,22 personas por km².

## Geografía
El municipio de Oscar se encuentra ubicado en las coordenadas 46°25′9″N 96°13′41″O / 46.41917, -96.22806. Según la Oficina del Censo de los Estados Unidos, el municipio tiene una superficie total de 93.41 km², de la cual 90,07 km² corresponden a tierra firme y (3,58 %) 3,34 km² es agua.

## Demografía
Según el censo de 2010, había 207 personas residiendo en el municipio de Oscar. La densidad de población era de 2,22 hab./km². De los 207 habitantes, el municipio de Oscar estaba compuesto por el 99,52 % blancos y el 0,48 % eran de una mezcla de razas. Del total de la población el 2,42 % eran hispanos o latinos de cualquier raza.